# 엔베쓰정
엔베쓰정(일본어: 遠別町)은 일본 홋카이도 북서부 루모이 진흥국 관내 북부에 있는 정이다. 일본에서 벼농사의 북쪽 한계지이다.

## 이름의 유래
이름의 유래는 아이누어이지만 여러 설이 있다.
자연스러운 해석으로 여겨지는 것은 ‘웬펫’(wen pet/ウェン ペッ, 나쁜 강)이라고 하지만, ‘우 예 펫’(u ye pet/ウイェペッ, 상, 말하다, 강)이라는 설이 있기도 하고, ‘우에펫’(uepet/ウエベツ, 이주의 강)에서 유래한다는 설도 있다.

## 지리
루모이 진흥국 관내 북부에 위치한다.

### 주요 산
- 핏시리산(ピッシリ山): 1032m
- 시토토무시메누산(シートートムシメヌ山): 799m

### 주요 강
- 엔베쓰강(遠別川)
- 오타코시베쓰강(オタコシベツ川)
- 우쓰쓰강(ウツツ川)

### 인접 지자체
- 루모이 진흥국
  - 데시오군 데시오정
  - 도마마에군 쇼산베쓰촌, 하보로정

- 가미카와 종합진흥국
  - 나카가와군 나카가와정

- 소라치 종합진흥국
  - 우류군 호로카나이정

### 소멸 취락
(아자) 세이슈(正修/남동부)

### 기후
| 엔베쓰정의 기후                                              | 엔베쓰정의 기후 | 엔베쓰정의 기후 | 엔베쓰정의 기후 | 엔베쓰정의 기후 | 엔베쓰정의 기후 | 엔베쓰정의 기후 | 엔베쓰정의 기후 | 엔베쓰정의 기후 | 엔베쓰정의 기후 | 엔베쓰정의 기후 | 엔베쓰정의 기후 | 엔베쓰정의 기후 | 엔베쓰정의 기후 |
| 월                                                           | 1월             | 2월             | 3월             | 4월             | 5월             | 6월             | 7월             | 8월             | 9월             | 10월            | 11월            | 12월            | 연간            |
| ------------------------------------------------------------ | --------------- | --------------- | --------------- | --------------- | --------------- | --------------- | --------------- | --------------- | --------------- | --------------- | --------------- | --------------- | --------------- |
| 역대 최고 기온 °C (°F)                                       | 9.4 (48.9)      | 12.2 (54.0)     | 15.4 (59.7)     | 23.0 (73.4)     | 28.1 (82.6)     | 32.6 (90.7)     | 33.3 (91.9)     | 34.2 (93.6)     | 32.0 (89.6)     | 22.4 (72.3)     | 18.6 (65.5)     | 13.0 (55.4)     | 34.2 (93.6)     |
| 일평균 최고 기온 °C (°F)                                     | −2.2 (28.0)     | −1.5 (29.3)     | 2.4 (36.3)      | 8.8 (47.8)      | 15.2 (59.4)     | 19.5 (67.1)     | 23.5 (74.3)     | 24.6 (76.3)     | 21.5 (70.7)     | 14.9 (58.8)     | 6.9 (44.4)      | 0.3 (32.5)      | 11.2 (52.1)     |
| 일일 평균 기온 °C (°F)                                       | −5.8 (21.6)     | −5.6 (21.9)     | −1.4 (29.5)     | 4.6 (40.3)      | 10.4 (50.7)     | 14.8 (58.6)     | 18.9 (66.0)     | 20.0 (68.0)     | 16.3 (61.3)     | 10.2 (50.4)     | 3.4 (38.1)      | −2.8 (27.0)     | 6.9 (44.5)      |
| 일평균 최저 기온 °C (°F)                                     | −10.5 (13.1)    | −11.0 (12.2)    | −6.2 (20.8)     | −0.1 (31.8)     | 5.5 (41.9)      | 10.5 (50.9)     | 15.0 (59.0)     | 15.9 (60.6)     | 11.3 (52.3)     | 5.4 (41.7)      | −0.1 (31.8)     | −6.4 (20.5)     | 2.4 (36.4)      |
| 역대 최저 기온 °C (°F)                                       | −26.8 (−16.2)   | −25.6 (−14.1)   | −23.1 (−9.6)    | −11.3 (11.7)    | −3.7 (25.3)     | 0.2 (32.4)      | 5.7 (42.3)      | 5.5 (41.9)      | 1.6 (34.9)      | −5.0 (23.0)     | −12.8 (9.0)     | −21.9 (−7.4)    | −26.8 (−16.2)   |
| 평균 강수량 mm (인치)                                        | 73.3 (2.89)     | 52.4 (2.06)     | 53.1 (2.09)     | 50.2 (1.98)     | 68.9 (2.71)     | 65.0 (2.56)     | 123.0 (4.84)    | 142.5 (5.61)    | 126.0 (4.96)    | 134.9 (5.31)    | 129.4 (5.09)    | 97.4 (3.83)     | 1,121.9 (44.17) |
| 평균 강우일수                                                | 19.5            | 15.4            | 13.1            | 10.8            | 10.5            | 9.7             | 10.0            | 10.7            | 11.4            | 15.8            | 19.2            | 21.1            | 167.2           |
| 평균 월간 일조시간                                           | 48.6            | 76.4            | 129.8           | 165.8           | 188.4           | 160.8           | 155.9           | 164.2           | 170.3           | 119.8           | 51.0            | 28.5            | 1,461.5         |
| 출처: 일본 기상청 (평년값: 1991년~2020년, 극값: 1977년~현재) |                 |                 |                 |                 |                 |                 |                 |                 |                 |                 |                 |                 |                 |

## 역사
- 1896년(메이지 29년) - 시라하타 겐타로(白幡源太郎)가 엔베쓰에 정착하다(엔베쓰정에서 기록이 남아 있는 첫 번째 인물).
- 1897년(메이지 30년) - 에치젠 단체(현 후쿠이현)가 정착하다(엔베쓰정의 개기).
- 1903년(메이지 36년) - 데시오촌(현 데시오정)으로부터 분촌, 데시오군 엔베쓰촌이 되었다.
- 1919년(다이쇼 8년) - 2급 정촌제 시행, 데싱오군 엔베쓰촌.
- 1949년(쇼와 24년) 3월 - 동년 4월에서 엔베쓰정이라고 하면 홋카이도 지사가 고시(쇼와24년 3월 8일 홋카이도 고시 제266호).
- 1949년(쇼와 24년) 4월 - 도지사에서 내각총리대신에게 정제 시행이 신고된 취지가 고시, 정으로 승격해 데시오군 엔베쓰정이 되었다.(쇼와24년 4월 23일 총리청 고시 제34호)
- 1952년(쇼와 27년) 4월 - 정립 엔베쓰 고등학교가 개교.
- 1961년(쇼와 36년) 12월 - NHK 엔베쓰 라디오 중계방송국이 공용 개시.
- 1968년(쇼와 43년) 10월 - 세이슈지구(남동부)가 소멸.
- 1971년(쇼와 46년) 9월 - 정립 엔베쓰 중학교 현 교사가 공용 개시.
- 1973년(쇼와 48년) 4월 - 정립 엔베쓰 고등학교가 도립에 이관.
- 1973년(쇼와 48년) 4월 - 북루모이 소방 조합(루모이지방 중북부(당시)5정1촌)이 조직되어 동 소방소 엔베쓰지서가 설치(지방자치법의 규정에 의한 일부 사무조합으로, 소방조직법의 규정에 의한 소방기관(소방본부: 하보로정)).
- 1975년(쇼와 50년) 7월 - 정 건민 센터(아사히 온천)가 오픈.
- 1978년(쇼와 53년) 4월 - 홋카이도 엔베쓰 고등학교가 “홋카이도 엔베쓰 농업 고등학교”로 개칭.
- 1988년(쇼와 63년) 6월 - B&G 엔베쓰 해양 센터(수영장)가 오픈.
- 1988년(쇼와 63년) 11월 - 정청 현 청사가 개청.
- 1989년(헤이세이 원년) 6월 - 캐나다 브리티시컬럼비아주 캐슬가시와 자매 도시 제휴를 체결.
- 1991년(헤이세이 3년) 2월 - 정 데이서비스 센터 “유아이엔(우애원)”이 개소.
- 1991년(헤이세이 3년) 4월 - 정 특별 양호 노인홈 “유아이엔(우애원)”이 개소.
- 1992년(헤이세이 4년) 8월 - 레스토랑/물산관 “돈가리칸(-관)”이 영업 개시(주체: 엔베쓰 리조트 개발).
- 1992년(헤이세이 4년) 8월 - 마스코트 캐릭터 “모모친”을 제정(베이스은 에조하늘다람쥐).
- 1993년(헤이세이 5년) 4월 - 돈가리칸 일대가 미치노에키 “후지미”로 등록.
- 1994년(헤이세이 6년) 11월 - 혼초지구 간이 수도 정수장이 공용 개시.
- 1996년(헤이세이 8년) 10월 - 정 생애 학습 센터 “마나피 21”이 개관.
- 1997년(헤이세이 9년) 5월 - “NHK 목 자랑” 공개 수록 실시(정 스포츠 센터/개기 100년 기년 사업).
- 1997년(헤이세이 9년) 10월 - 개기 100년 기년 식전을 거행(정 생애 학습 센터 “마나피 21”).
- 1998년(헤이세이 10년) 3월 - 실내 게이트볼장“스파크 엔베쓰”이 준공(주체: (사복)정 사회 복지 협의회).
- 1999년(헤이세이 11년) 10월 - 주온 대교가 완성(도영 광역 영농단지 농도 정비 사업 루모이 중부 2기 지구).
- 2000년(헤이세이 12년) 10월 - 엔베쓰 정화 센터가 공용 개시 및 시가지 하수도가 순차적으로 공용 개시.
- 2001년(헤이세이 13년) 3월 - 정립 엔베쓰초학교 현 교사가 공용 개시.
- 2001년(헤이세이 13년) 7월 - 엔베쓰정 후지미 해수욕장(미나쿠루 비치)이 공용 개시.
- 2001년(헤이세이 13년) 11월 - 엔베쓰정 만남 스테이션(고령자 교류 거점 시설)이 오픈
- 2002년(헤이세이 14년) 3월 - 사키하나 터널 준공에 따라 홋카이도도 119호 엔베쓰 나카가와선이 연중 개통.
- 2002년(헤이세이 14년) 3월 - 가정 쓰레기 분리수거 및 조합 지정 쓰레기 봉투 사용 의무화에 의한 유료화가 개시(니시텐북5정 위생시설 조합(엔베쓰정/데시오정/호로노베정/도요토미정/나카가와정)에 의한).

## 경제
주요 산업은 어업, 농업, 낙농업, 임업 등이다. 벼농사의 북쪽 한계지이다.

## 교통

### 도로
- 국도 232호선